# Гордон, Элизабет
Элизабет Гордон, наследница Гордона (англ. Elizabeth Gordon, Heiress of Gordon; умерла 16 марта 1439) — шотландская баронесса и прародительница графов и маркизов Хантли.

## Биография
Элизабет Гордон была дочерью Адама де Гордона, лорда Гордона (? — 1402), и Элизабет Кейт, дочери Уильяма Кейта, Маришаля Шотландии.
Элизабет, несовершеннолетняя на момент смерти своего отца, была воспитанницей Уолтера Халибертона из Дирлтона. Сэр Уильям Сетон купил её опекунство 7 марта 1408 года за пожизненную плату в размере 50 мерков из баронства Транент. Сэр Уильям обручил её со своим старшим сыном сэром Джоном Сетоном, но последний отказался, предпочтя дочь графа Марча. Тогда Элизабет вышла замуж за его младшего брата Александра Сетона, который в 1406 году был пленником вместе с будущим королем Шотландии Яковом I .
Элизабет и Александр поженились в 1408 году. Он приобрел путем женитьбы на Элизабет Гордон маноры Гордон и Хантли, которые были подтверждены за ним 20 июля 1408 года. Это было согласно обычаю того времени, когда Элизабет Гордон по собственной воле отказалась от своих земель перед парламентом в Перте, и она и регент Олбани выпустили новую хартию, в которой владения Гордонов были признаны собственностью Элизабет и Александра и их детей.
Три года спустя Александр сражался в битве при Харлоу (1411 год) и был посвящен в рыцари до 1419 года. В 1421—1422 годах он отправился во Францию и посетил короля Шотландии Якова Стюарта. Александр Сетон был одним из тех, кто вел переговоры об освобождении шотландского монарха и был заложником за короля, но был освобожден через год в Англии, чтобы вернуться к своей семье в Шотландию. В том же году Александру и Элизабет была предоставлена грамота на половину земель Калкларочи и часть Джерри в баронстве Драмблейд. Около 1436 года Александр был назначен лордом парламента как Александр Сетон, лорд Гордон.
В 1428 году Александр и Элизабет получили диспенсацию от папы римского вскоре после их брака, когда было установлено, что они находились в запрещенных степенях родства. Элизабет умерла в Стратбоги 16 марта 1439 года, а Александр умер в 1440—1441 году. Элизабет была похоронена в церкви Святого Николая в Абердине.

## Семья
Детьми Александра Сетона и Элизабет Гордон были:
- Александр Сетон († 1470), сменивший своих родителей, взял фамилию Гордон и получил титул 1-го графа Хантли[6]
- Уильям Сетон († 1452), женат на Элизабет, дочери и наследнице Уильяма Мелдрума из Мелдрума, предка Сетонов из Мелдрума[6].
- Генри Сетон († 1452), убит вместе со своим братом Уильямом в битве при Брикине[6]
- Элизабет Сетон, замужем за Александром Макдональдом, графом Россом († 1449)[6].